# HD171978
HD171978 — хімічно пекулярна зоря спектрального класу
A1 й має  видиму зоряну величину в смузі V приблизно  5,8.
Вона  розташована на відстані близько 644,6 світлових років від Сонця.

## Фізичні характеристики
Зоря HD171978 обертається 
порівняно повільно 
навколо своєї осі. Проєкція її екваторіальної швидкості на промінь зору становить  Vsin(i)= 44км/сек.